# Хёйланн, Томми
Томми Хёйланн (норв. Tommy Høiland; род. 11 апреля 1989[…], Ставангер, Ругаланн) — норвежский футболист, вингер клуба «Саннес Ульф».

## Клубная карьера
Хёйланн начал карьеру в клубе «Брюне». Отыграв три сезона в первом дивизионе Норвегии, он перешёл в команду Типпелиги — «Викинг». 26 октября 2008 года в матче против «Хам-Кама» Томми забил свой первый гол за клуб. В 2011 году он ненадолго вернулся в «Брюне», а затем перешёл в «Саннес Ульф». 26 марта 2012 года в поединке против своего бывшего клуба «Викинга» Хёйланн дебютировал за новую команду. 28 апреля в матче против «Фредрикстада» он сделал «дубль», забив свои первые голы за «Саннес Ульф».
Летом 2013 года Томми перешёл в «Мольде». 27 июля в матче против «Лиллестрёма» он дебютировал за новый клуб. 10 августа в поединке против «Согндаля» Хёйланн забил свой первый гол за «Мольде». В том же году он стал обладателем Кубка Норвегии.
В 2014 году Томми на правах аренды перешёл в «Лиллестрём». 6 апреля в поединке против своего бывшего клуба «Саннес Ульф» он дебютировал за новую команду. 24 мая в матче против «Стабека» Хёйланн сделал «дубль», забив свои первые голы за «Лиллестрём». Летом он вернулся в «Мольде» и в том же году выиграл чемпионат и Кубок Норвегии. 20 августа 2015 года в матче квалификации Лиги Европы 2015/2016 против льежского «Стандарда» Томми забил гол. 17 сентября в поединке Лиги Европы против турецкого «Фенербахче» Хёйланн забил один из мячей.
В начале 2016 года Томми перешёл в «Стрёмсгодсет». 13 марта в матче против «Бранна» он дебютировал за новую команду. В этом же поединке Хёйланн забил свой первый гол за клуб. Летом 2017 года Томми вернулся в «Викинг».

## Достижения
«Молде»
- Чемпионат Норвегии по футболу — 2014
- Обладатель Кубка Норвегии — 2013, 2014